# Хоэнбругг-Вайнберг
Хоэнбруг-Вайнберг (нем. Hohenbrugg-Weinberg) — коммуна в Австрии, в федеральной земле Штирия. 
Входит в состав округа Фельдбах.  Население составляет 1087 человек (на 31 декабря 2005 года). Занимает площадь 15,59 км².

## Политическая ситуация
Бургомистр коммуны — Вильфрид Праш (АНП) по результатам выборов 2005 года.
Совет представителей коммуны (нем. Gemeinderat) состоит из 15 мест.
- АНП занимает 8 мест.
- СДПА занимает 7 мест.